# NOP16
NOP16 (англ. NOP16 nucleolar protein) – білок, який кодується однойменним геном, розташованим у людей на 5-й хромосомі. Довжина поліпептидного ланцюга білка становить 178 амінокислот, а молекулярна маса — 21 188.
| 10         |  | 20         |  | 30         |  | 40         |  | 50         |
| ---------- |  | ---------- |  | ---------- |  | ---------- |  | ---------- |
| MPKAKGKTRR |  | QKFGYSVNRK |  | RLNRNARRKA |  | APRIECSHIR |  | HAWDHAKSVR |
| QNLAEMGLAV |  | DPNRAVPLRK |  | RKVKAMEVDI |  | EERPKELVRK |  | PYVLNDLEAE |
| ASLPEKKGNT |  | LSRDLIDYVR |  | YMVENHGEDY |  | KAMARDEKNY |  | YQDTPKQIRS |
| KINVYKRFYP |  | AEWQDFLDSL |  | QKRKMEVE   |  |            |  |            |

A: Аланін

C: Цистеїн

D: Аспарагінова кислота

E: Глутамінова кислота

F: Фенілаланін

G: Гліцин

H: Гістидин

I: Ізолейцин

K: Лізин

L: Лейцин

M: Метіонін

N: Аспарагін

P: Пролін

Q: Глутамін

R: Аргінін

S: Серин

T: Треонін

V: Валін

W: Триптофан

Кодований геном білок за функцією належить до фосфопротеїнів. 
Задіяний у таких біологічних процесах, як ацетилювання, альтернативний сплайсинг. 
Локалізований у ядрі.